# Anne McClainová
Anne Charlotte McClainová (nepřechýleně McClain; * 7. června 1979, Spokane, USA) je podplukovnice americké armády a astronautka NASA, 557. člověk ve vesmíru. Pro vesmírný program byla vybrána v roce 2013 a ke konci roku 2018 poprvé letěla na Mezinárodní vesmírnou stanici (ISS) v rámci Expedice 58. Od března do srpna 2025 pobývala na ISS také při své druhé vesmírné misi. 

## Vzdělání a vojenská kariéra
Anne McClainová se narodila v americkém městě Spokane, kde v roce 1997 úspěšně dokončila střední školu Gonzaga Preparatory School, načež se přestěhovala do státu New York kvůli studiu na vojenské akademii United States Military Academy. Z té získala bakalářský titul v roce 2002 v oboru mechanického a leteckého inženýrství. Poté se přesunula do Velké Británie, kde studovala na univerzitách University of Bath a na bristolské universitě.
Během svého působení v armádě McClainová nalétala přes 2 tisíce hodin na různých letounech a helikoptérách jako jsou Bell OH-58 Kiowa, Eurocopter UH-72 Lakota či Beechcraft C-12 Huron. Na některé stroje též vlastní licenci testovacího pilota.

## Kariéra v NASA
V roce 2013 uspěla v konkurzu pro vesmírný program agentury NASA a začala s výcvikem. Mezi 8 astronauty a astronautkami, kteří byli vybráni do 21. skupiny, byla nejmladší.

### 1.  kosmický let
Na ISS McClainová odstartovala 3. prosince 2018 z ruského kosmodromu Bajkonur na palubě kosmické lodi Sojuz MS-11, posádku kromě ní tvořili Oleg Kononěnko a David Saint-Jacques. Šlo o první start po nehodě předchozího pilotovaného letu Sojuz MS-10. Trojice během bezmála sedmiměsíčního pobytu na ISS tvořila 58. expedici, ve vesmíru strávila 204 dní. 

### 2. kosmický let
Počátkem srpna 2024 NASA oznámila zařazení McClainové na její druhý let na ISS v roli velitelky mise SpaceX Crew-10 s plánovaným startem na jaře 2025. Na misi odletěla z Kennedyho vesmírného střediska na Floridě 14. března 2025 společně s pilotkou Nichole Ayersovou a letovými specialisty Takujou Ónišim a Kirillem Peskovem, aby na stanici strávili zhruba půl roku jako členové Expedice 73.
Během letu se s Nichole Ayersovou vydala 1. května 2025 mimo bezpečí stanice, aby společně přesunuly na vhodnější místo komunikační anténu stanice pro kontakt s přilétajícími kosmickými loděmi a provedly přípravené montážní práce před instalací dalšího moderního solárního panelu iROSA, který na stanici doveze následující zásobovací mise. Jejich výstup – teprve pátý ryze ženský v historii – trval 5 hodin a 44 minut a McClainová si svým třetím opuštěním stanice v kariéře zvýšila dobu pobytu ve volném prostoru na 18 hodin a 52 minut.
Poté, co počátkem srpna 2025 na ISS přletěla další čtveřice v lodi SpaceX Crew-11, se celá posádka Crew-10 se svou lodí 8. srpna od stanice odpojila a po 17 hodinách, již 9. srpna 2025, přistála do vod Tichého oceánu při pobřeží Kalifornie. Let trval 147 dní, 16 hodin a 29 minut.